# Haus Hufengasse 11

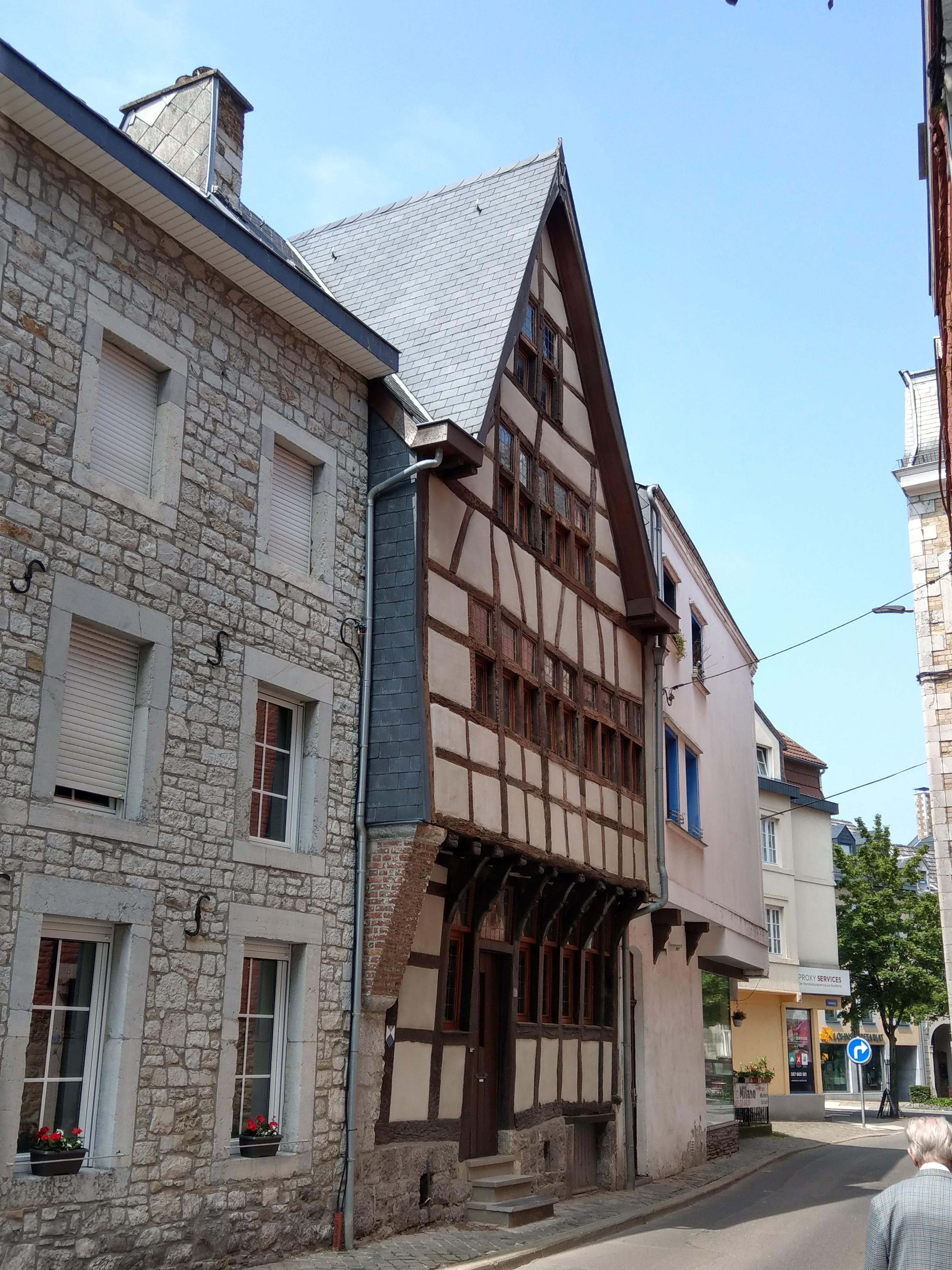
Straßenfassade des Hauses Hufengasse 11

Das Haus Hufengasse 11 ist ein Fachwerkhaus in der belgischen Stadt Eupen. Das laut dendrochronologischer Untersuchung um 1610 erbaute Gebäude im Stil der Gotik ist seit dem 21. Dezember 2004 als Kulturdenkmal geschützt. Es zählt zu den ältesten erhaltenen Gebäuden Eupens und gilt als das „einzige typisch spätmittelalterliche Stadthaus“ in der Deutschsprachigen Gemeinschaft.
Das Bürgerhaus dient derzeit als Wohnhaus.

## Charakteristik
Bei dem Haus handelt es sich um ein Fachwerkhaus auf einem hohen, zementierten Bruchsteinsockel. In diesem befindet sich das Kellergeschoss, das einen rechteckigen Materialzugang sowie zwei schmale rechteckige Fenster vorweist. Das Haus besitzt zwei Hauptgeschosse mit nachempfundenen fünf Achsen, über die im Dreiecksgiebel des hohen Satteldachs zwei weitere Dachgeschosse eingelassen sind. Ursprünglich besaß das Haus einen Schwebegiebel, der bei späteren Restaurierungsarbeiten zurückgebaut wurde. Das erste Obergeschoss ist gegenüber der Hochparterre um einige Dezimeter straßenwärts vorgebaut (eine so genannte Oberstockvortragung) und mit zehn kleinen Holzstreben und einer gemauerten Strebe abgestützt. In der Hochparterre befindet sich der über drei Stufen erreichbare rechteckige Hauseingang mit aufgesetztem Oberlicht. Für die Lichtzufuhr des Hauses dienen in den einzelnen Etagen relativ kleine rechteckige Öffnungen für die Bleiglasgitterfenster.

## Auszeichnung
Von der Vereinigung „Demeures Historiques et Parcs de Belgique“ erhielten die Besitzer des Hauses am 1. Juni 2007 und erstmals in Ostbelgien den ersten Preis für die herausragende Restaurierung eines kleinen Bürgerhauses.